# Nikita Pokrovskij
Nikita Jevgenjevič Pokrovskij (rusky: Ники́та Евге́ньевич Покро́вский; * 4. března 1951 v Moskvě, Sovětský svaz) je ruský (sovětský) sociolog a historik filosofie, profesor Vysoké školy ekonomické v Moskvě.

## Životopis
V roce 1973 absolvoval filosofickou fakultu Moskevské státní univerzity a v roce 1977 dokončil aspiranturu, kde obhájil práci kandidáta filozofických věd. Do roku 1986 vyučoval na filosofické fakultě Moskevské univerzity, pak odešel na sociologickou fakultu, kde v roce 1996 získal vědeckou hodnost doktora sociologických věd. Roku 1989 uveřejnil učebnici Raná americká filozofie (rusky Ранняя американская философия). Od roku 1999 působí jako profesor a vedoucí katedry obecné sociologie na Vysoké škole ekonomické v Moskvě.